# Bharattherium
Bharattherium is een geslacht van uitgestorven zoogdieren uit de familie Sudamericidae. De enige soort is Bharattherium bonapartei, die tijdens het Laat-Krijt en Paleoceen in zuidelijk Azië leefde.

## Fossiele vondsten
Fossielen van Bharattherium zijn gevonden op meerdere locaties in Intertrappean Beds (67-64 miljoen jaar gelden) in India.  De meeste vindlocaties dateren uit het laatste Krijt, maar een tweetal uit het vroegste Paleoceen. Dit betekent dat Bharattherium een overlever was van de massa-extinctie op de overgang van het Krijt naar het Paleoceen. Hetzelfde geldt voor de Intertrappean Beds voor Decannolestes, een klimmend zoogdier uit de Eutheria en mogelijk een basale Euarchonta.

## Kenmerken
Bharattherium is de kleinst bekende vorm uit de Sudamericidae. 